# Калинино (Александровский район)
Калинино — деревня в Александровском районе Владимирской области России. Входит в состав Следневского сельского поселения.

## География
Деревня расположена в 2 км на северо-запад от центра поселения деревни Следнево и в 9 км на северо-запад от города Александрова.

## История
В XIX — начале XX века деревня называлась Кобылино и входила в состав Александровской волости Александровского уезда. В 1859 году в деревне числилось 22 двора, в 1905 году — 39 дворов, в 1926 году — 40 дворов.
С 1929 года деревня входила в состав Долматовского сельсовета Александровского района, с 1941 года — в составе Струнинского района, с 1965 года — в составе Александровского района, с 1967 года — в составе Следневского сельсовета, с 2005 года — в составе Следневского сельского поселения.
В 1966 года деревня Кобылино была 
переименована в Калинино.

## Население
| 1859 | 1905 | 1926 | 2002 | 2010 | 2021 |
| ---- | ---- | ---- | ---- | ---- | ---- |
| 200  | ↗213 | ↗217 | ↘21  | ↘9   | ↗60  |

## Инфраструктура
Личное подсобное хозяйство с зоной сельскохозяйственного использования, индивидуальная застройка усадебного типа.